# 海老原喜之助

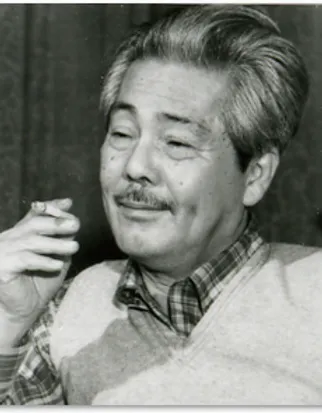
海老原喜之助

海老原 喜之助（えびはら きのすけ　1904年9月13日 - 1970年9月19日）は、日本の洋画家。鹿児島県出身。大正末期から昭和にかけてフランスと日本で活躍。「エビハラ・ブルー」と呼ばれた鮮やかな青の色彩を多用し、馬をモチーフとした作品を数多く制作した。1970年にパリで客死。今では郷里の鹿児島市立美術館、児玉美術館をはじめとする各地の美術館に作品が収蔵されている。

## 略歴
鹿児島県鹿児島市に生まれる。県立志布志中を卒業後、上京してアテネ・フランセでフランス語を学びながら有島生馬に師事するかたわら川端画学校でも絵画を学び『自画像』を制作した。1923年（大正12年）に19歳で単身渡仏し、パリで活動をしていた藤田嗣治に師事。同地から出品した作品が第10回二科展に初入選し、翌年にはサロン・ドートンヌに初入選を果たす。
1927年（昭和2年）にフランスの画商、アンリ・ピエール・ロシェと契約し、『窓（カンヌ）』『姉妹ねむる』『サーカス』を制作。翌年にはニューヨークで初めての個展を開き、サロン･ド･レスカリエにも招待されるが、この頃からフランドル絵画に影響された、青を基調とする雪景の連作を描きはじめる。ベルギー人のアリス・エロジー・ベッケと結婚し、息子二人をもうけるも1933年に離婚し、子供を引き取る。1934年（昭和9年）に帰国して日本で初個展を開催し、翌年には独立美術協会会員に迎えられる。同協会の主催する独立展に出品を続けながら戦争画も手がけ、1940年（昭和15年）には日本大学専門部芸術科美術科（現日本大学藝術学部）の講師となる。同年に再婚し、自由が丘に転居。1943年に日大講師を辞して1945年6月に熊本県水俣市に疎開、そこで終戦を迎えた後、洋画家の宮崎精一を頼り人吉市に移るが暫くは絵筆を折った。
1950年（昭和25年）に第1回南日本文化賞に受賞して後に熊本市へ移転、翌年には海老原美術研究所（エビ研）を創立すると同時に第3回読売アンデパンダン展に『スタート』『殉教者』を出品して画業を再開した。その後は九州を本拠に創作活動を続けるものの、1966年（昭和41年）から断続的に渡仏。1968年（昭和43年）に藤田が死去した際には彼の葬式を取り仕切り、その後はヨーロッパのロマネスク美術を訪ね歩きながら創作活動を継続。『水より上る』を制作し帰国を目前とした1970年（昭和45年）9月19日に、癌のためパリで死去。行年66歳。熊本の小峰墓地にも墓がある。二児はそれぞれ写真家と画廊経営者となり、孫が姫路市で海老原喜之助オフィシャルギャラリーを経営している(2023年現在閉店を確認)。

## 作風
海老原は画家を志したころから晩年まで、藤田嗣治を師と仰いだが、海老原の作品には藤田との直接的な類似点はみられず、むしろアンリ・ルソーなどからの影響が感じられる。
19歳のときパリへ留学したが、そのころから、海老原のトレードマークとなる青を基調とした作品を数多く描いた。この傾向は晩年に至るまで続いたが、戦後に描かれた作品では、パリ時代のものと比べてより原色に近い鮮やかな青を用いている。これは、パリ時代に描かれた雪景の青と、戦後の『船を造る人』の空の青を比較してみると判別できる。また、海老原は馬好きとしても知られ、最晩年まで終生馬をモチーフにした作品を描き続けた。
戦後は、『燃える』や『蝶』で多数の色彩をモザイク状に配置するなど、抽象的な画面構成を用いるようになり、晩年には、より単純化された空間構成と色彩の配置による表現を試みている。

## 受賞歴
- 1923年（大正12年）　第10回二科展入選。
- 1924年（大正13年）　フランスのサロン・ドートンヌに入選。
- 1950年（昭和25年）　第1回南日本文化賞受賞。
- 1955年（昭和30年）　第3回日本国際美術展で佳作受賞。
- 1957年（昭和32年）　国立近代美術館賞受賞。
- 1959年（昭和34年）　第5回日本国際美術展で最優秀賞を受賞。
- 1964年（昭和39年）　芸術選奨文部大臣賞を受賞。

## 代表的な絵画作品
- 『姉妹ねむる』　（1927年）　東京国立近代美術館[4]
- 『港』　（1927年）　島根県立美術館
- 『ゲレンデ』　（1930年）　東京国立近代美術館[5]
- 『雪山と樵』　（1930年）　愛知県美術館
- 『曲馬』　（1935年）　熊本県立美術館
- 『ポアソニエール』　（1935年）　宮城県美術館
- 『青年』　（1941年）　北九州市立美術館
- 『殉教者』　（1951年）　東京国立近代美術館
- 『船を造る人』　（1954年）　北九州市立美術館
- 『靴屋』　（1955年）　北九州市立美術館
- 『燃える』　（1957年）　新潟県立近代美術館
- 『蝶』　（1959年）　知足美術館
- 『雨の日』　（1963年）　東京国立近代美術館[6]
- 『男の顔』　（1965年）　三宅美術館
- 『合掌』（1965年）　乗泉寺 (渋谷区) - ガラスモザイク壁画
- 『サーカス』　（1970年）　鹿児島市立美術館

## 画集
（現在すべて絶版。）
- 『海老原喜之助画集』　美術出版社　（1965年）
- 『海老原喜之助 デッサン・水彩・版画集』　西日本新聞社　（1971年）
- 『日本の名画45 海老原喜之助』　講談社　（1974年）
- 『現代日本の美術9　海老原喜之助・林武』　集英社　（1976年）
- 『アサヒグラフ別冊　海老原喜之助』　朝日新聞社　（1986年）